# USS Skipjack (SS-184)
USS Skipjack (SS-184) là một  tàu ngầm lớp Salmon được Hải quân Hoa Kỳ chế tạo vào nữa sau thập niên 1930. Nó là chiếc tàu ngầm thứ hai của Hải quân Hoa Kỳ được đặt cái tên này, theo tên loài cá ngừ vằn. Nó đã phục vụ trong suốt Chiến tranh Thế giới thứ hai, thực hiện tổng cộng mười chuyến tuần tra và đánh chìm sáu tàu Nhật Bản với tổng tải trọng 27.876 tấn. Con tàu được rút về làm nhiệm vụ huấn luyện từ cuối năm 1944 cho đến khi chiến tranh kết thúc. Sau đó nó được sử dụng vào việc thử nghiệm bom nguyên tử trong Chiến dịch Crossroads, và bị đắm sau vụ nổ "Baker" vào ngày 25 tháng 7, 1946. Con tàu được trục vớt, kéo về vùng bờ biển California và bị đánh chìm như mục tiêu vào ngày 11 tháng 8, 1948. Skipjack được tặng thưởng bảy Ngôi sao Chiến trận do thành tích phục vụ trong Thế Chiến II.

## Thiết kế và chế tạo
Thiết kế của lớp Salmon được cải tiến dựa trên lớp Porpoise Kiểu P-5 dẫn trước, là thế hệ tàu ngầm đầu tiên đạt được tốc độ 21 hải lý trên giờ (39 km/h) với một hệ thống động lực tin cậy, cho phép chúng hoạt động phối hợp với các thiết giáp hạm tiêu chuẩn trong đội hình hạm đội. Ngoài ra, tầm hoạt động 11.000 hải lý (20.000 km) mà không cần tiếp thêm nhiên liệu cho phép chúng tuần tra đến tận vùng biển nhà Nhật Bản. Hệ thống động lực "tổng hợp" bao gồm bốn động cơ diesel, gồm hai chiếc vận hành trực tiếp trục chân vịt và hai chiếc để chạy máy phát điện dùng cho nạp ắc quy hay tăng tốc trên mặt nước.  Lườn tàu có cấu trúc vỏ kép một phần với hai đầu là vỏ đơn, vốn là một phiên bản hoàn thiện hơn của chiếc USS Dolphin (SS-169) và áp dụng thành công trên lớp Porpoise Kiển P-3 và P-5, kỹ thuật hàn đã được các xưởng tàu áp dụng rộng rãi cho toàn bộ cấu trúc con tàu.
Skipjack có chiều dài 308 foot (94 m), với trọng lượng choán nước khi nổi là 1.435 tấn Anh (1.458 t) và khi lặn là 2.198 tấn Anh (2.233 t). Nó được trang bị động cơ Hooven-Owens-Rentschler (H.O.R.) 9-xy lanh hoạt động hai chiều, một thiết kế không thành công khi bị rung động rất lớn do mất cân bằng và gặp rất nhiều trục trặc khi vận hành. Sau này trong chiến tranh chúng được thay thế bằng kiểu động cơ GM-Winton 16-278A. Vũ khí trang bị chính được tăng lên tám ống phóng ngư lôi 21 in (530 mm), gồm bốn ống trước mũi và bốn ống phía đuôi, và được bổ sung máy tính dữ liệu ngư lôi để chúng hiệu quả hơn. Con tàu còn có một hải pháo 3 inch/50 caliber trên boong tàu và bốn súng máy M1919 Browning .30-caliber (7,62 mm).
Skipjack được đặt lườn tại xưởng tàu của hãng Electric Boat Company ở Groton, Connecticut vào ngày 22 tháng 7, 1936. Nó được hạ thủy vào ngày 23 tháng 10, 1937, được đỡ đầu bởi cô Frances Cuthbert Van Keuren, và được cho nhập biên chế cùng Hải quân Hoa Kỳ vào ngày 30 tháng 6, 1938 dưới quyền chỉ huy của Hạm trưởng, Đại úy Hải quân Herman Sail.

## Lịch sử hoạt động

### 1938 - 1941
Sau khi hoàn tất việc chạy thử máy huấn luyện tại các vùng biển Đại Tây Dương và vùng biển Caribe, Skipjack được sửa chữa sau chạy thử máy tại Căn cứ Tàu ngầm Hải quân New London trước khi gia nhập Hải đội Tàu ngầm 6, và lên đường tham gia tập trận hạm đội tại vùng biển Caribe và Nam Đại Tây Dương. Quay trở về New London, Connecticut vào ngày 10 tháng 4, 1939, nó cùng các tàu ngầm chị em Snapper (SS-185) và Salmon (SS-182) băng qua kênh đào Panama để đi sang khu vực Thái Bình Dương, đi đến San Diego, California vào ngày 2 tháng 6, và thực hiện các chuyến đi thực hành sang vùng biển quần đảo Hawaii.
Sau khi được đại tu tại Xưởng hải quân Mare Island tại Vallejo, California, Skipjack gia nhập Lực lượng Tàu ngầm Hạm đội Thái Bình Dương, được phân về Đội tàu ngầm 15 và hoạt động từ căn cứ Trân Châu Cảng. Nó trải qua một đợt đại tu khác tại Mare Island trong tháng 7 và tháng 8, 1941, và khi hoàn tất đã tuần tra ngoài khơi các đảo Midway, Wake, quần đảo Gilbert và quần đảo Marshall.
Vào tháng 10, 1941, Đội tàu ngầm 15 cùng với tàu tiếp liệu tàu ngầm Holland (AS-3) được điều sang tăng cường cho Lực lượng Tàu ngầm trực thuộc Hạm đội Á Châu. Skipjack đang được sửa chữa tại Xưởng hải quân Cavite, Philippines khi Hải quân Đế Quốc Nhật Bản bất ngờ tấn công căn cứ Trân Châu Cảng vào ngày 7 tháng 12 khiến chiến tranh bùng nổ tại Mặt trận Thái Bình Dương.

### 1942

#### Chuyến tuần tra thứ nhất
Lên đường từ Manila vào ngày 9 tháng 12, 1941 cho chuyến tuần tra đầu tiên trong chiến tranh, Skipjack vẫn chưa hoàn tất công việc sửa chữa nên thủy thủ vẫn tiếp tục công việc này trên đường đi sang khu vực tuần tra ngoài khơi bờ Đông đảo Samar. Vào ngày 25 tháng 12, nó phóng ngư lôi tấn công một tàu sân bay và một tàu khu trục, theo quy trình được khuyến cáo dưới sự chỉ dẫn bằng sonar ở độ sâu 100 ft (30 m) nhưng tất cả đều bị trượt. Đến ngày 3 tháng 1, 1942, nó phóng ngư lôi nhắm vào một tàu ngầm, ghi được hai quả trúng đích, nhưng không thể xác nhận kết quả. Con tàu được tiếp thêm nhiên liệu tại Balikpapan, Borneo vào ngày 4 tháng 1, rồi đi đến Darwin, Australia vào ngày 14 tháng 1 để được tái trang bị.

#### Chuyến tuần tra thứ hai
Skipjack thực hiện chuyến tuần tra thứ hai trong vùng biển Celebes mà không bắt gặp mục tiêu nào, ngoại trừ một đợt tấn công bất thành nhắm vào một tàu sân bay Nhật Bản. Nó kết thúc chuyến tuần tra khi quay về căn cứ Fremantle, Australia vào ngày 10 tháng 3.

#### Chuyến tuần tra thứ ba
Khởi hành từ Fremantle vào ngày 14 tháng 4 cho chuyến tuần tra thứ ba tại các vùng biển Celebes, Sulu và biển Đông, vào ngày 6 tháng 5, nó phóng ngư lôi đánh chìm tàu buôn Kanan Maru (2.567 tấn) ở vị trí khoảng 25 nmi (46 km) về phía Đông Bắc vịnh Cam Ranh, Đông Dương thuộc Pháp, tại tọa độ 12°33′B 109°30′Đ / 12,55°B 109,5°Đ. Hai ngày sau đó, nó ngăn chặn một đoàn ba tàu buôn được một tàu khu trục hộ tống, và phóng hai quả gây hư hại nặng chiếc Taiyu Maru. Nó phóng bồi thêm bốn quả ngư lôi và đánh chìm nhanh chóng tàu chở hàng Bujun Maru (4.804 tấn) ở vị trí khoảng 125 nmi (232 km) về phía Đông vịnh Cam Ranh, tại tọa độ 12°18′B 111°13′Đ / 12,3°B 111,217°Đ. Đến ngày 17 tháng 5, nó tiếp tục đánh chìm tàu chở hành khách Tazan Maru (5.477 tấn) gần vịnh Thái Lan, tại tọa độ 06°22′B 108°36′Đ / 6,367°B 108,6°Đ, rồi kết thúc chuyến tuần tra và quay về căn cứ Fremantle, nơi nó tham gia thử nghiệm tính năng của kiểu ngư lôi Mark 14.

#### Chuyến tuần tra thứ tư
Trong chuyến tuần tra thứ tư từ ngày 18 tháng 7 đến ngày 4 tháng 9, Skipjack tiến hành trinh sát hình ảnh dọc theo bờ biển Tây Bắc đảo Timor. Nó cũng đã phóng ngư lôi gây hư hại nặng cho tàu chở dầu Hayatomo (14.050 tấn) vào ngày 23 tháng 8 trước khi quay trở về căn cứ Fremantle để được tái trang bị.

#### Chuyến tuần tra thứ năm
Skipjack thực hiện chuyến tuần tra thứ năm tại các khu vực Timor, Ambon và Halmahera. Đang khi tuần tra về phía Nam quần đảo Palau vào ngày 14 tháng 10, nó đã phóng ngư lôi đánh chìm tàu chở hàng Shunko Maru (6.780 tấn) ở vị trí khoảng 450 nmi (830 km) về phía Tây Nam Truk, tại tọa độ 05°35′B 144°25′Đ / 5,583°B 144,417°Đ. Sau khi quay trở về Trân Châu Cảng vào ngày 26 tháng 11 để kết thúc chuyến tuần tra, nó tiếp tục quay về vùng bờ Tây để được đại tu tại Xưởng hải quân Mare Island.

### 1943

#### Chuyến tuần tra thứ sáu, thứ bảy và thứ tám
Skipjack thực hiện các chuyến tuần tra thứ sáu, thứ bảy và thứ tám trong năm 1943 mà không đánh chìm được mục tiêu nào.

### 1944

#### Chuyến tuần tra thứ chín
Trong chuyến tuần tra thứ chín từ ngày 11 tháng 1 đến ngày 7 tháng 3, 1944, Skipjack hoạt động tại các khu vực quần đảo Caroline và Mariana. Đang khi tiếp cận một tàu buôn vào ban đêm ngày 26 tháng 1, nó chuyển mục tiêu nhắm vào một tàu khu trục đối phương đang áp sát, phóng một loạt ngư lôi từ phía mũi và nhanh chóng đánh chìm chiếc Suzukaze ở vị trí khoảng 140 nmi (260 km) về phía Tây Bắc đảo Ponape thuộc quần đảo Caroline, tại tọa độ 08°51′B 157°10′Đ / 8,85°B 157,167°Đ. Khi nó chuyển hướng để tấn công một tàu buôn, một ống phóng ngư lôi không đóng kín đã làm ngập nước phòng ngư lôi phía đuôi, và con tàu bị ngập khoảng 14 tấn nước trước khi lấy lại được kiểm soát. Nó vẫn tiếp tục tấn công, đánh chìm được tàu tiếp liệu thủy phi cơ cải biến Okitsu Maru (6.666 tấn) ở vị trí khoảng 150 nmi (280 km) về phía Tây Bắc Ponape, tại tọa độ 09°22′B 157°26′Đ / 9,367°B 157,433°Đ. Nó kết thúc chuyến tuần tra khi quay trở về Trân Châu Cảng vào ngày 7 tháng 3. 

#### Chuyến tuần tra thứ mười

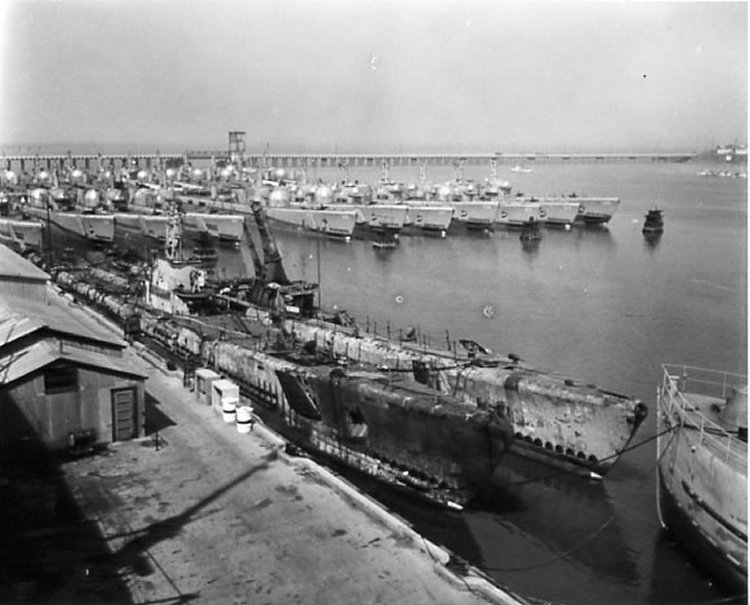
Các tàu ngầm Skipjack (SS-184) (phía trong) và Skate (SS-305) thuộc Hạm đội Dự bị Thái Bình Dương tại Mare Island, tháng 10 năm 1947.

Sau khi được sửa chữa, Skipjack tham gia thử nghiệm tính năng của một kiểu ngư lôi mới tại vùng biển quần đảo Pribilof, Alaska cho đến ngày 17 tháng 4, rồi đi đến Xưởng hải quân Mare Island để được đại tu. Sau khi hoàn tất nó đi đến Trân Châu Cảng để được tái trang bị trước khi lên đường vào ngày 24 tháng 10 cho chuyến tuần tra thứ mười, cũng là chuyến cuối cùng, tại khu vực quần đảo Kuril. Nó đã tấn công và gây hư hại cho một tàu phụ trợ vào ngày 14 tháng 11, và tấn công một tàu khu trục Nhật Bản nhưng không thành công. Nó kết thúc chuyến tuần tra khi quay trở về Midway vào ngày 11 tháng 12, và sau đó được rút về đảm nhiệm vai trò huấn luyện.

### 1945 - 1946
Băng qua kênh đào Panama vào ngày 20 tháng 6, 1945, Skipjack đi đến Căn cứ Tàu ngầm Hải quân New London tại New London, Connecticut, nơi nó tiếp tục vai trò huấn luyện cho đến khi chiến tranh kết thúc.
Sang đầu năm 1946, Skipjack được huy động vào Chiến dịch Crossroads, đợt thử nghiệm bom nguyên tử tại đảo Bikini thuộc quần đảo Marshall. Nó sống sót qua vụ nổ "Able" trên không vào ngày 1 tháng 7, nhưg bị đánh chìm trong vụ nổ "Baker" ngầm dưới nước vào ngày 25 tháng 7. Xuất biên chế vào ngày 28 tháng 8, 1946, chiếc tàu ngầm sau đó được trục vớt và kéo về Xưởng hải quân Mare Island. Con tàu bị đánh chìm như một mục tiêu ngoài khơi bờ biển California vào ngày 11 tháng 8, 1948, và tên nó được cho rút khỏi danh sách Đăng bạ Hải quân vào ngày 13 tháng 9, 1948.

## Phần thưởng
Skipjack được tặng thưởng bảy Ngôi sao Chiến trận do thành tích phục vụ trong Thế Chiến II. Nó được ghi công đã đánh chìm sáu tàu Nhật Bản với tổng tải trọng 27.876 tấn.
|  |                                         |  |
|  | Silver star · Bronze star · Bronze star |  |

| Dãi băng Hoạt động Tác chiến  |                                                                         |                                      |
| Huân chương Chiến dịch Hoa Kỳ | Huân chương Chiến dịch Châu Á-Thái Bình Dương với 7 Ngôi sao Chiến trận | Huân chương Chiến thắng Thế Chiến II |